# Merle-Leignec
Merle-Leignec é uma comuna francesa na região administrativa de Auvérnia-Ródano-Alpes, no departamento de Loire. Estende-se por uma área de 16,17 km². Em 2010 a comuna tinha 324 habitantes (densidade: 20 hab./km²).